# Ninoxinae
Ninoxinae Marks et al., 1999 è una sottofamiglia di uccelli della famiglia degli Strigidi.

## Tassonomia
Comprende i seguenti generi e specie:
- Genere Ninox Hodgson, 1837
  - Ninox affinis Beavan, 1867 - civetta sparviero delle Andamane
  - Ninox boobook (Latham, 1802) - civetta sparviero meridionale
  - Ninox burhani Indrawan & Somadikarta, 2004 - gufastore delle Togian
  - Ninox connivens (Latham, 1802) - civetta ululante
  - Ninox forbesi P.L.Sclater, 1883 -
  - Ninox hypogramma (G.R.Gray, 1861) -
  - Ninox ios Rasmussen, 1999 - gufastore di Cinnabar
  - Ninox jacquinoti (Bonaparte, 1850) - civetta sparviero di Jacquinot
  - Ninox japonica (Temminck & Schlegel, 1844) - gufastore settentrionale
  - Ninox leventisi Rasmussen et al, 2012 -
  - Ninox meeki Rothschild & Hartert, 1914 - civetta sparviero di Meek
  - Ninox mindorensis Ogilvie-Grant, 1896 -
  - Ninox natalis Lister, 1889 - civetta sparviero dell'isola di Natale
  - Ninox novaeseelandiae (J.F.Gmelin, 1788) - civetta bubuk
  - Ninox obscura Hume, 1872 -
  - Ninox ochracea (Schlegel, 1866) - civetta sparviero ocracea
  - Ninox odiosa P.L.Sclater, 1877 - civetta sparviero della Nuova Britannia
  - Ninox philippensis Bonaparte, 1855 - civetta sparviero delle Filippine
  - Ninox punctulata (Quoy & Gaimard, 1830) - civetta sparviero puntellata
  - Ninox randi Deignan, 1951 - gufastore cioccolato
  - Ninox reyi Oustalet, 1880 -
  - Ninox rudolfi A.B.Meyer, 1882 - civetta del principe Rodolfo
  - Ninox rufa (Gould, 1846) - civetta sparviero rossiccia
  - Ninox rumseyi Rasmussen et al, 2012 -
  - Ninox scutulata (Raffles, 1822) - civetta sparviero bruna
  - Ninox spilocephala Tweeddale, 1879 - civetta sparviero di Mindanao
  - Ninox spilonotus Bourns & Worcester, 1894 - civetta sparviero maculata
  - Ninox squamipila (Bonaparte, 1850) - civetta sparviero delle Molucche
  - Ninox strenua (Gould, 1838) - civetta reale australiana
  - Ninox sumbaensis Olsen, Wink, Sauer-Gürth & Trost, 2002 - civetta sparviero di Sumba
  - Ninox superciliaris (Vieillot, 1817) - civetta sparviero del Madagascar
  - Ninox theomacha (Bonaparte, 1855) - civetta sparviero di Bonaparte
  - Ninox variegata (Quoy & Gaimard, 1830) - civetta sparviero delle Bismarck

- Genere Sceloglaux Kaup, 1848
  - Sceloglaux albifacies (G.R.Gray, 1845) - gufo facciabianca  †

- Genere Uroglaux Mayr, 1937
  - Uroglaux dimorpha (Salvadori, 1874) - civetta sparviero della Nuova Guinea